# パッシブ運用
パッシブ運用（パッシブうんよう）またはパッシブ投資は、市場の指数（インデックス）やポートフォリオに追従する投資戦略のことである。 最も一般的な方法は、インデックスファンドを購入し、公表されたインデックスのパフォーマンスに追従することである。これにより一般的には、良好な多様性、低いポートフォリオ売買回転率（ファンド内における銘柄組み換えの取引費用を抑える為に良い）、低い運用管理費用（信託報酬）といったメリットが得られる。 インデックスファンドの購入者は、似たようなファンドが同じように投資した場合よりも、手数料が安いことによりリターンが高いと考えられる。
パッシブ運用は、株価指数に追従する株式市場のインデックスファンドが最も一般的だが、債券、コモディティ、ヘッジファンドといった、他の投資でも より一般的になりつつある。
最大の投資信託の一つ、バンガード500インデックス・ファンドは、パッシブ運用されている。
最大規模の資産運用をする2つの企業、ブラックロックとステート・ストリートは、主としてパッシブ運用戦略に取り組んでいる。
ちなみに、トレンドを見極めながら、ローテーションしながら、アクティブ運用するのは、初心者には難しい。なぜなら、株価や債券価格等の金融商品は価格が上下しながら、トレンドが切り替わるからである。

## 理論的根拠
パッシブ運用の概念は、多くの投資家の直感に反する。 インデックスの理論的根拠は、金融経済学の下記の概念に由来する。
1. 長期的にみれば、平均的な投資家にとって、費用を除いた運用成績の平均は、市場平均と同等になる。  よって、平均的な投資家は市場平均を上回ろうと試みるよりも、投資費用を減らすことで、より多くの利益を得る。[1][7]
2. 効率的市場仮説によれば、市場の価格は、そのとき入手可能な全ての情報が反映されている(または幾らかの情報だけが反映していない程度)と仮定する。もし この仮説が正しければ、入手した情報を利用し運用していく余地はない。この事は、計画的に アクティブ運用で"市場を打ち負かす"ことが不可能であることを示唆している。但し、これは効率的市場仮説（この場合 ウィーク型）についての正確な解釈ではない。[8]  また、効率的市場仮説（とくにストロング型）は、幾つかの否定的なエビデンスがあり議論の余地がある。 詳細は効率的市場仮説および行動ファイナンスを参照。
3. プリンシパル＝エージェント問題：投資家（依頼者 プリンシパル）は、投資信託のマネージャー（代理人 エージェント）に出資している。投資家は自分が望む通りのリスク/リターンのバランスで運用してもらう為、マネージャーに相応の報酬を与えたり、成績を逐一監視する必要がある。[9][10]
4. 資本資産価格モデル（CAPM）および関連するポートフォリオの分離定理によれば、需要と供給が完全に均衡している状態で、全ての投資家は、市場ポートフォリオと無リスク資産の混合物を保持する事を暗示している。つまり、CAPMにおいては、幾つかの非常に強い仮定のもと、完全に市場に連動したポートフォリオ（市場ポートフォリオ）だけが、可能な限り最高に調整されたリスク対リターンのバランスを得るとされる（効率的フロンティア）。その為、全ての投資家にとって、リスク資産の保有は市場ポートフォリオにのみ必要性があるとしている。 但し、CAPMが経験的なテストによって幅広く否定されたことに注意すべきである。（CAPMのリスク尺度であるベータだけではリスクを十分にとらえられないと結論づける意見がある）[4]  （補足：市場ポートフォリオとは、市場にある全てのリスク資産を、それぞれ市場と同じ加重平均の割合で保有するポートフォリオの事。この市場にある全てという意味には、全ての国、債券、不動産、貴金属等々の、投資可能なありとあらゆる資産があてはまる。また、この市場に人的資源も含める場合もある。[4]この市場ポートフォリオという理論上のモデルに近いものがインデックスとみなす事により、CAPMをインデックスファンド購入の理由にあげる場合がある）

1990年代の10年にわたって観察された強気相場はインデックスの成長に拍車をかけた。
投資家は、S&P 500、ラッセル3000指数、ウィルシャー5000などの幅広い市場指数について、単にベンチマークしポートフォリオに取り入れることで、望んだ通りのリターンを達成できた。 
米国において、インデックスファンドは、とくにアクティブ運用よりも手数料が非常に低く、大半のアクティブファンドの成績を上回っている。  また、大きな税引き後リターンも得ている。
幾つかのアクティブファンドは、特定の年または一貫して数年間にわたり、インデックスを打ち負かす可能性がある。  そうだとしても、アクティブファンドの成績が良かった結果が、運ではなくスキルだったのか、将来もうまくやれるのか、個人投資家が見極めなくてはいけない問題が残っている。

## 実装
簡単に言うと、インデックスファンドは、インデックスと同じ割合でそれぞれの証券を購入することで成り立っている。 
それはサンプリングによっても達成することができる。（例えば、必ずしも個々の株式を全部買う必要はなく、インデックス内の各セクターをグループ別にし、その中の株式を抽出して買うなど）
アクティブ運用の手数料を徴収しながらも、インデックスに近似したポートフォリオとし、少しの「付加価値」を提供する投資ファンドのことを「クローゼット・トラッカー」と呼ぶ。つまり、彼らは実際にはアクティブ運用せずに、ひそかにインデックスを反映している。
株式市場のインデックスのパフォーマンスを追跡するために、パッシブ投資戦略を採用する投資ファンドはインデックスファンドとして知られている。 上場投資信託（ETF）はめったにアクティブ運用されず、多くの場合、特定の市場やコモディティ（商品）指数を追跡している。少数のインデックスファンドやETFを使用して、比較的低コストでグローバル株式および債券市場を追従する、ポートフォリオを構築することができる。 人気の例では、2つのファンドまたは3つのファンドからなる怠惰なポートフォリオ(Lazy portfolio)が含まれる。
インデックスファンドのグローバル多角化ポートフォリオは、投資アドバイザーによって彼らの顧客の為にパッシブ投資される。それは、成績が振るわない市場が、好調の他の市場でバランスされる原則に基づいている。  「A Loring Ward report in Advisor Perspectives」は、2000年から2010年の10年間、国際的な多角化対応が、どのようにバランスされたかを示している。新興市場のモルガン·スタンレー·キャピタル·インデックスでは10年間で154%のリターンがあった。一方、ブルーチップ S＆P500指数では同期間に9.1パーセントを失った（ - 歴史的にまれなイベント）。 その報告書は、国際的なアセット・クラスの中でパッシブ・ポートフォリオを多様化し、特に定期的にリバランスした場合は、より安定した収益を生み出すことを指摘した。
インデックスファンドが、パッシブ運用の唯一の例なのか、一つの例というべきかは、議論の余地がある。
「パッシブ」運用は不干渉主義を意味するものではない。 ステート・ストリート・グローバル・アドバイザーズは、コーポレート・ガバナンスの問題に長く関わってきた。
パッシブ運用のマネージャーは多数の株式を使って取締役会に投票することができる。
ファンドの規約によってインデックス通りに株式を所有することを余儀なくされているなか、ステート・ストリートはジェンダーダイバーシティを含む多様性の原則について企業に圧力をかけている。
2017年のバンク・オブ・アメリカの推定では、米国 ファンドの価格の37％は（非公開資産を除く）、インデックスファンドやインデックスETFなどのパッシブ投資であった。
同じ年、ブラックロックは、世界の株式市場の17.5％がパッシブ運用されていたと推定した。 対照的に、25.6パーセントはアクティブファンドまたは機関投資家によって管理され、57パーセントは非公開であり、おそらくインデックスを追跡していない。
同じく2018年にバンガードはインデックスファンドが「全世界の株式総額の15％」を所有していると述べた。

## 年金基金のパッシブ投資
World Pensions Council (WPC) によって行われた調査では、大規模な年金基金と国家社会保障基金が保持している資産全体の15％〜20％が様々な形式のパッシブファンドへ投資されていることを示唆している（反対にみれば、より伝統的なアクティブ運用業務が、まだ機関投資家の最大のシェアを構成している）。  パッシブファンドに投資する割合は、管轄やファンドのタイプによって大きく異なる。 
上場投資信託(ETF)や他のインデックス投資などのパッシブファンドの相対的な魅力は急速に成長してきた。   その理由として、2008-2012年のグレート・リセッション（大不況）において、公共サービスや社会的利益全体のコスト削減が進められたことがある。 イギリスの公共部門の年金と国民の積立金は、パッシブ運用戦略を早期に導入している。

## 批判
Sanford C. Bernstein＆Co., LLCのアナリストは、パッシブ運用がマルクス主義よりも社会にとって悪いと批判している。
彼らの見解では、アクティブ運用とマルクス主義は、原則 代理人が資本を最適に配分しようと試みるが、その間 パッシブ運用は株式との相関を高め 資源配分の効率を低下させる。
したがって、政策立案者にアクティブ運用を損なわないよう助言している。
Emperor Investments, Inc.のアナリストは、意図せざる結果の法則（law of unintended consequences）により、パッシブ運用の増加によって市場が ますます非効率的になり、アクティブ運用の収益性が より高くなると主張している。
他の多くの著名な投資家は、様々な理由でパッシブ運用を批判している。 カール・アイカーン、ハワード・マークス、マイケル・バーリは、パッシブインデックスの形成が株価の歪みやバブル、特に大企業の株価の価格変動につながったと主張している。 一方、ノーベル賞受賞者のロバート・シラーは、パッシブインデックスを「カオスシステム」と表現した。
ジェフリー・ガンドラックは、パッシブ運用が「マニア」になり、「ハーディング現象」の一例になったと主張している。	
1970年代にバンガードでパッシブ投資を普及させたジョン・C・ボーグルは、2018年に米国の3つの最大のパッシブ投資会社（バンガード、ブラックロック、ステート・ストリート）が米国企業に対する投票権を不釣り合いな割合で保持していると懸念した。